# Jeffrey Z. Rubin
Jeffrey Zachary Rubin (* 21. Januar 1941 in Astoria; † 3. Juni 1995 im Baxter State Park, Maine) war ein US-amerikanischer Friedens- und Verhandlungsforscher.

## Leben
1963 schloss Rubin sein Studium am Antioch College ab. 1968 promovierte er an der Columbia University. 1969 nahm er seine Vorlesungen an der Tufts University auf und wurde 1981 zum Professor berufen. In den frühen 1980ern übernahm er die Leitung des Center for the Study of Decision Making an der Tufts University und ab 1989 lehrte er an der Fletcher School of Law and Diplomacy an gleicher Stelle.
Rubin war ein international anerkannter Lehrer für Psychologie und Verhandlungsführung. Er lehrte an der Tufts University in Medford/Somerville in der Nähe von Boston. Außerdem war er leitender Fellow des Program on Negotiation, dass Tufts gemeinsam mit der Harvard University und dem Massachusetts Institute of Technology betreibt, dem größten universitär betriebenen Forschungsprogramm zur Verhandlungsforschung in den USA. Rubin lehrte Verhandlungstheorie für Geschäftsleute und Diplomaten und war häufiger Redner auf verschiedenen Konferenzen und Tagungen.
Am 3. Juni 1995 verstarb Jeffrey Rubin an den Folgen eines Bergsteigerunfalls am Fort Mountain im Baxter State Park, Maine. Zu Ehren von Rubin wurde 2002 von Jacob Bercovitch eine Festschrift aufgelegt, Studies in international mediation: essays in honour of Jeffrey Z. Rubin.

## Bibliografie

### Bücher
- 1975: The Social Psychology of Bargaining and Negotiation (mit Bert R. Brown)
- 1981: Dynamics of Third Party Intervention: Kissinger in the Middle East
- 1983: Social psychology; mit Bertram H. Raven
- 1989: When Families Fight - How to Handle Conflict With Those You Love (mit seiner Ehefrau Carol Rubin)
- 1993: Social Conflict: Escalation, Stalemate, and Settlement (mit Dean Pruitt und Sung Hee Kim)

### Artikel
- Culture, Negotiation, and the Eye of the Beholder; Negotiation Journal, Juli 1991
- When Should We Use Agents? Direct vs. Representative Negotiation, Negotiation Journal, Oktober 1988
- The Janus Quality of Negotiation: Dealmaking and Dispute Settlement, Negotiation Journal, April 1988